# اندی گارسیا
اندی گارسیا (به انگلیسی: Andy García) (متولد ۱۲ آوریل ۱۹۵۶) بازیگر آمریکایی است. او در دهه ۸۰ و ۹۰ با بازی در فیلم‌های موفق هالیوودی توانست به موفقیت بسیاری دست یابد. از جمله فیلم‌های وی می‌توان به پدرخوانده ۳،تسخیر ناپذیران،یازده یار اوشن، دوازده یار اوشن، سیزده یار اوشن، آس‌های دودی و شهر گمشده و بیا پلیس باشیم اشاره نمود.
وی بخاطر بازی در فیلم پدرخوانده: قسمت سوم، نامزد دریافت جایزه اسکار بهترین بازیگر نقش مکمل مرد شد.

## کودکی
گارسیا با نام کامل اندرس آرتورو گارسیا منندز در هاوانا، کوبا زاده شد. مادرش املی، آموزگار زبان انگلیسی بود و پدرش رنه، کشاورز و وکیل در کوبا بود. وی یک برادر بزرگ‌تر به نام رنه (هم نام پدرش) دارد. خانواده گارسیا زمانی که او پنج ساله بود به میامی فلوریدا مهاجرت کردند؛ مهاجرت آن‌ها بعد از ماجرای عملیات خلیج خوک‌ها بود. بعد از ورود آن‌ها به همراه خانواده‌اش به آمریکا، پدر گارسیا وارد عرصه خرید و فروش عطر شد که در طول چند سال توانست فعالیت تجاری خود را تبدیل به یک شرکت چندی میلیون عطر را تأسیس کند.
گارسیا به عنوان یک مسیحی کاتولیک بزرگ شد و تحصیلات خود را نیز در همین شهر، میامی گذراند. در دوران دبیرستان شروع به تمرین بسکتبال کرد. در سال آخر دبیرستان بود که مبتلا به مونونوکلئوز عفونی و به واسطه همین اتفاق تصمیم گرفت به دنبال حرفه بازیگری برود. شروع بازیگری او با شرکت در کلاس‌های بازیگری جی جنسن در آخر دوران دبیرستانش شروع شد.
اندی گارسیا دانش‌آموخته دانشگاه بین‌المللی فلوریدا است.

## بازیگری
بازیگری او در زمان دانشجویی‌اش سرعت گرفت ولی کمی بعد تصمیم به رفتن به هالیوود گرفت تا حرفه‌اش را بهتر دنبال کند. گارسیا نقش کوتاهی در اولین قسمت سریال او نوشت، قاتل که در سال ۱۹۸۴ تولید شده بود داشت. سپس نقش اعضای یک گروه خلافکار را در سریال پلیس‌های خیابان هیل بازی کرد. سپس در سال ۱۹۸۵ در فیلم فصل بد بازی کرد. در این فیلم او با کرت راسل هم‌بازی بود. فیلم بعدی‌اش تسخیرناپذیران بود که با رابرت د نیرو در آن نقش‌آفرینی کرد.
در سال ۱۹۸۹ وی را در فیلم باران سیاه دیدیم. در همین سال لود که فرانسیس فورد کوپولا در حال یافتن بازیگرانش برای فیلم پدرخوانده: قسمت سوم بود. گارسیا موفق به دریافت نقش مانسینی شد. در این فیلم، مانسینی پسر سانی کورلئونه بود. گارسیا بخاطر بازی در این فیلم، نامزد دریافت جایزه اسکار بهترین بازیگر نقش مکمل مرد شد.

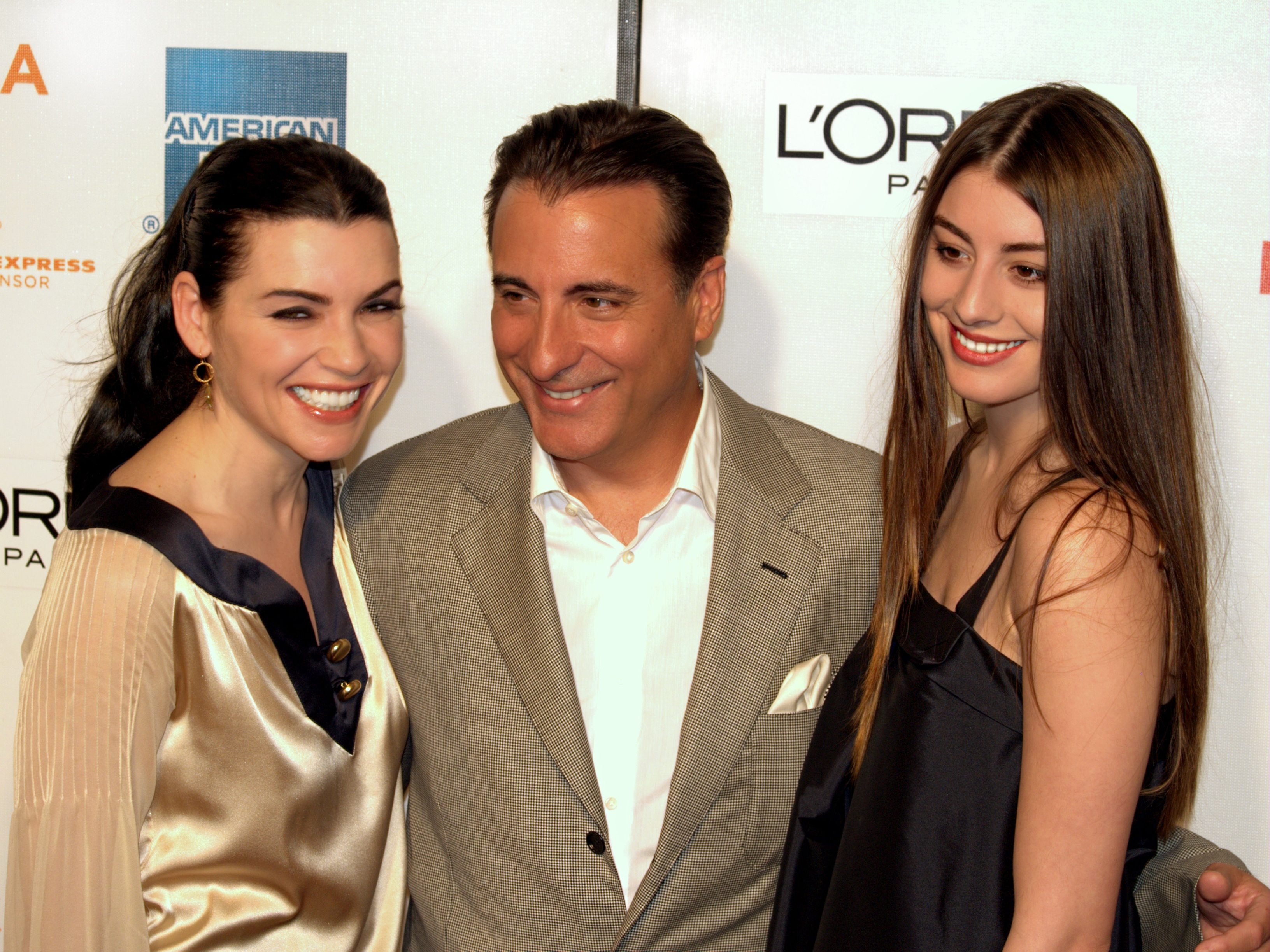
اندی در کنار جولیانا مارگولس (بازیگر - سمت چپ عکس) و دخترش دومنیک (سمت راست تصویر)

گارسیا در ابتدا دهه ۱۹۹۰ در فیلم مسائل داخلی ظاهر شد. سپس در سال ۱۹۹۲ در فیلم پهلوان نقش‌آفرینی کرد. فیلم‌های بعدی وی شامل زمانی که یک مرد عاشق زنی می‌شود (۱۹۹۴)، کارهایی که بعد از مرگت در دنور باید انجام داد (۱۹۹۵)، سقوط شب در منهتن (۱۹۹۷) و اندازه ناامیدی (۱۹۹۸) است.
نقش بعدی و البته مهم وی در کسب شهرت بیشتر، نقش مالک یک هتل کازینو در فیلم یازده یار اوشن محصول سال ۲۰۰۱ بود. گارسیا در قسمت‌های بعدی این فیلم نیز که تحت عناوین دوازده یار اوشن (۲۰۰۴) و سیزده یار اوشن (۲۰۰۷) منتشر شدند، حضور داشت.
اندی گارسیا در سال ۲۰۰۵ فیلم شهر گمشده را منتشر کرد. خود وی کارگردانی، تهیه‌کنندگی و قسمتی از نویسندگی فیلم را بر عهده داشت. در این فیلم ستارگان دیگری همچون داستین هافمن و بیل ماری حضور داشتند.
اندی در سال ۲۰۰۶ در آخرین قسمت سریال ترکی دره گرگ‌ها نیز حضور داشت.

## زندگی شخصی
اندی گارسیا در سال ۱۹۸۲ با ماریوی لوریدو گارسیا ازدواج کرد که حاصل این ازدواج تاکنون چهار فرزند به نام‌های دومنیک (متولد ۱۹۸۳)، دنیلا (متولد ۱۹۸۸)، الساندرا (متولد ۱۹۹۱) و اندرس (متولد ۲۰۰۲) هستند.
از نظر حزب سیاسی، اندی گارسیا از حامیان حزب جمهوری‌خواهان است.

## آثار بازیگری
- دوباره آسمان‌های آبی (۱۹۸۳)
- شبی در بهشت (۱۹۸۳)
- مرد تنها (۱۹۸۴)
- میانگین فصل (۱۹۸۵)
- ۸ میلیون راه برای مرگ (۱۹۸۶)
- تسخیرناپذیران (۱۹۸۷)
- بلند شو ببر (۱۹۸۸)
- رولت آمریکایی (۱۹۸۸)
- باران سیاه (۱۹۸۹)
- یک نمایش قدرت (۱۹۹۰)
- امور داخلی (۱۹۹۰)
- پدرخوانده: قسمت سوم (۱۹۹۰)
- مرگ دوباره(۱۹۹۱)
- قهرمان (۱۹۹۲)
- جنیفر ۸ (۱۹۹۲)
- زمانی که یک مرد عاشق یک زن می‌شود (۱۹۹۴)
- سرقت بزرگ سرقت کوچک (فیلم۱۹۹۵)
- کارهایی که بعد از مرگت در دنور باید انجام داد (۱۹۹۵)
- ذهن‌های خطرناک (۱۹۹۵)
- بزرگ بدزد، کم بدزد (۱۹۹۵)
- شب‌هنگام در منهتن (۱۹۹۷)
- ناپدید شدن گارسیا لورسا (۱۹۹۷)
- گردن کلفت (۱۹۹۷)
- اقدامات ناامید کننده (۱۹۹۸)
- فقط بلیط (۱۹۹۹)
- قایق دریاچه (۲۰۰۰)
- ناگفته‌های (۲۰۰۱)
- مردی از مزرعه‌های بهشتی (۲۰۰۱)
- یازده یار اوشن (۲۰۰۱)
- اعتماد (۲۰۰۳)
- مثل مونا (۲۰۰۳)
- فرزند لازاروس (۲۰۰۴)
- پیچ خورده (۲۰۰۴)
- مودیلیانی (۲۰۰۴)
- دوازده یار اوشن (۲۰۰۴)
- شهر گمشده (۲۰۰۵)
- آس‌های دودی (۲۰۰۶)
- هوایی که تنفس می‌کنم (۲۰۰۷)
- سیزده یار اوشن (۲۰۰۷)
- نیویورک، دوست دارم (۲۰۰۸)
- بورلی هیلز چی‌واوا (۲۰۰۸)
- پلنگ صورتی ۲ (۲۰۰۹)
- جزیره شهر (۲۰۰۹)
- خط (۲۰۰۹)
- آن سوی خط (۲۰۱۰)
- ۵ روز جنگ (۲۰۱۱)
- برای شکوه بزرگتر (۲۰۱۲)
- حقیقت نهان (۲۰۱۲)
- جاده باز (۲۰۱۳)
- در میدلتون (۲۰۱۳)
- کریسمس در کانوی (۲۰۱۳)
- بیا پلیس باشیم (۲۰۱۴)
- پیغام‌رسان را بکش (۲۰۱۴)
- سرقت از اوباش (۲۰۱۴)
- ریو ۲ (۲۰۱۴)
- همینگوی و فوئنتس (۲۰۱۴)
- شکارچیان روح (۲۰۱۶)
- مکس استیل (۲۰۱۶)
- مسافران (۲۰۱۶)
- خاطرات واقعی یک آدمکش بین‌المللی (۲۰۱۶)
- طوفان جهانی (۲۰۱۷)
- ماما میا! دوباره شروع کنیم (۲۰۱۸)
- باشگاه کتاب (۲۰۱۸)
- خم شده (۲۰۱۸)
- مول (۲۰۱۸)
- در برابر ساعت (۲۰۱۹)
- آنا (۲۰۲۰)
- کلمات روی دیوارهای حمام (۲۰۲۰)
- روز رستگاری (۲۰۲۱)
- آجر بزرگ طلایی (۲۰۲۲)
- پدر عروس (۲۰۲۲)
- باشگاه کتاب: فصل بعدی (۲۰۲۲)
- بی‌مصرف‌ها ۴ (۲۰۲۳)
- قربانی میراندا (۲۰۲۳)
- سوداگران درد (۲۰۲۳)
- درباره عشق (۲۰۲۴)
- قهرمانان از دست رفته (۲۰۲۴)